# Индржихув Храдец
Индржихув Храдец (на чешки: Jindřichův Hradec [ˈjɪndr̝ɪxuːf ˈɦradɛts]; на немски: Neuhaus, Нойхаус) е град в южна Чехия и административен център на едноименния окръг от Южночешкия край.

## Образование
В градът е разположен факултет по мениджмънт на Икономическия университет в Прага.

## Забележителности
Градският замък е третият по големина замък в Чехия (комплексът от здания заема 3,5 ха). Състои се от около 320 помещения. Най-известната му част е музикалния павилион-ротонда „Рондел“ в стил маниеризъм. Третият двор на замъка е украсен с аркади в стил ренесанс, а щерната на замъка е декорирана с разноцветни решётки от началото на XVII век.

## Известни личности
- Адам Михна от Отрадовиц – чешки раннобароков композитор и поет.
- Мария Хопе-Тайнитцерова – чешка художничка.
- Ян Марек – чешки хокеист.
- Карел Поборски – чешкий футболист.
- Бланш Брадбъри – порноактриса

## Побратимени градове
- Некаргемюнд, Германия.
- Щефисбург, Швейцария.
- Цветъл, Австрия.